# Maurici d'Agaunum
Maurici d'Agaunum (Tebes, Alt Egipte, segona meitat del segle iii - Saint-Maurici, Valais, Suïssa, 21 de juliol de l'any 303 o 304) va ser un militar de l'exèrcit romà, comandant de la Legió Tebana. Convertit al cristianisme, va morir per la seva fe. És venerat com a sant i màrtir per totes les confessions cristianes.

## Hagiografia

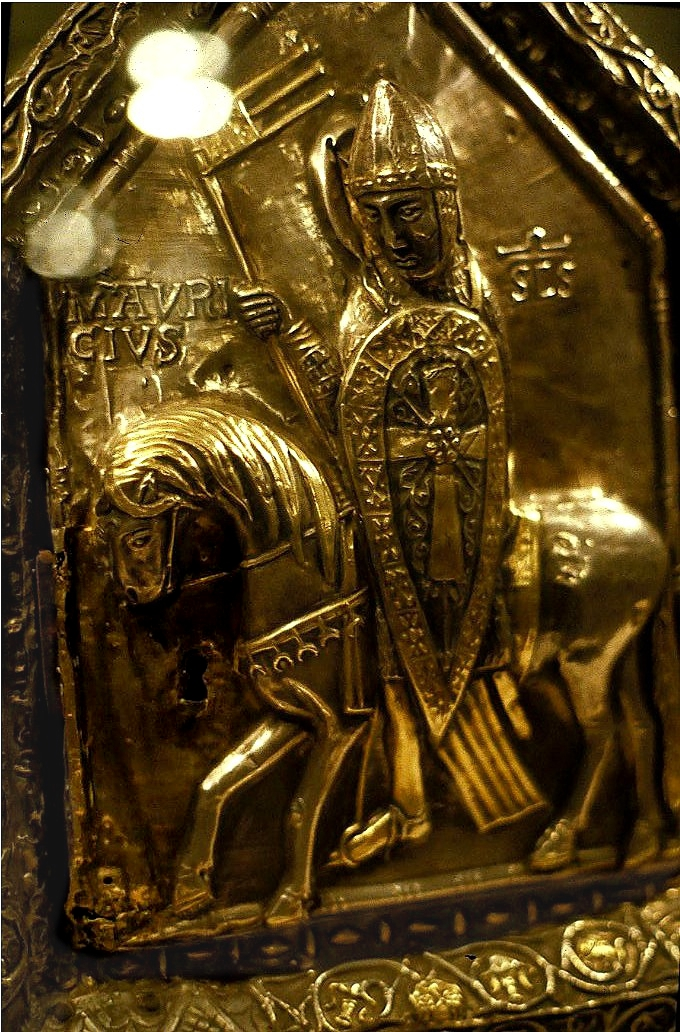
El sant al reliquiari de l'abadia d'Agaunum

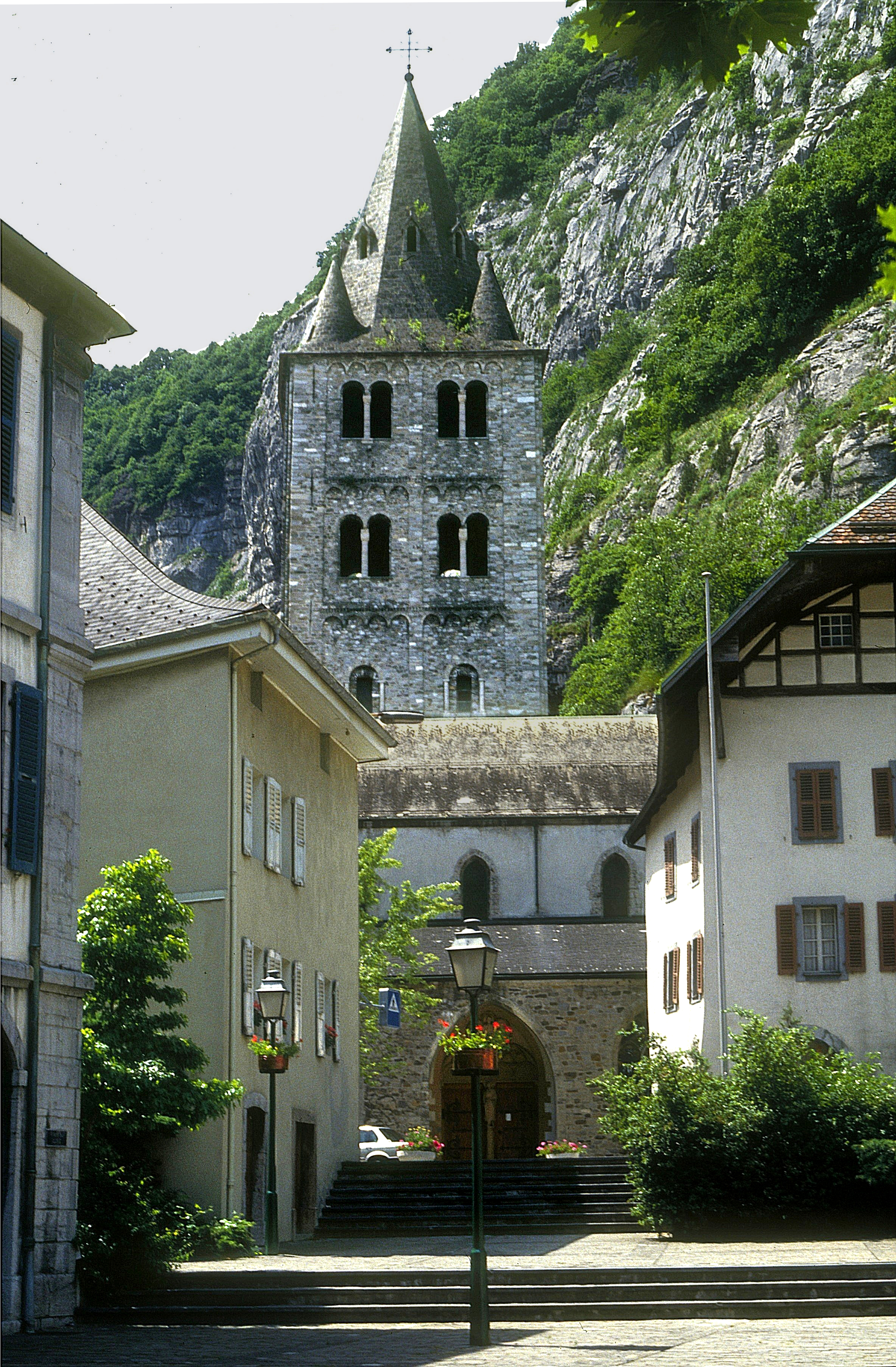
Abadia de Saint-Maurice-d'Agaune

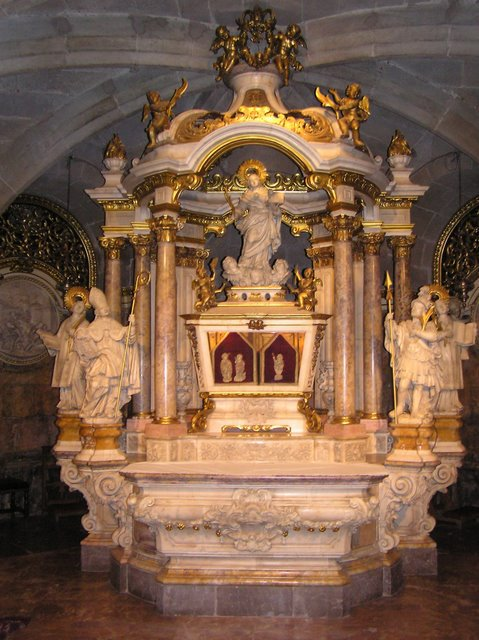
Cripta de la Seu de Manresa, amb les suposades relíquies de Sant Maurici

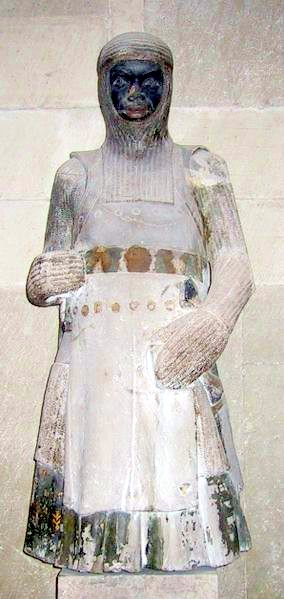
Escultura del a la Catedral de Magdeburg, on es representa com un negre

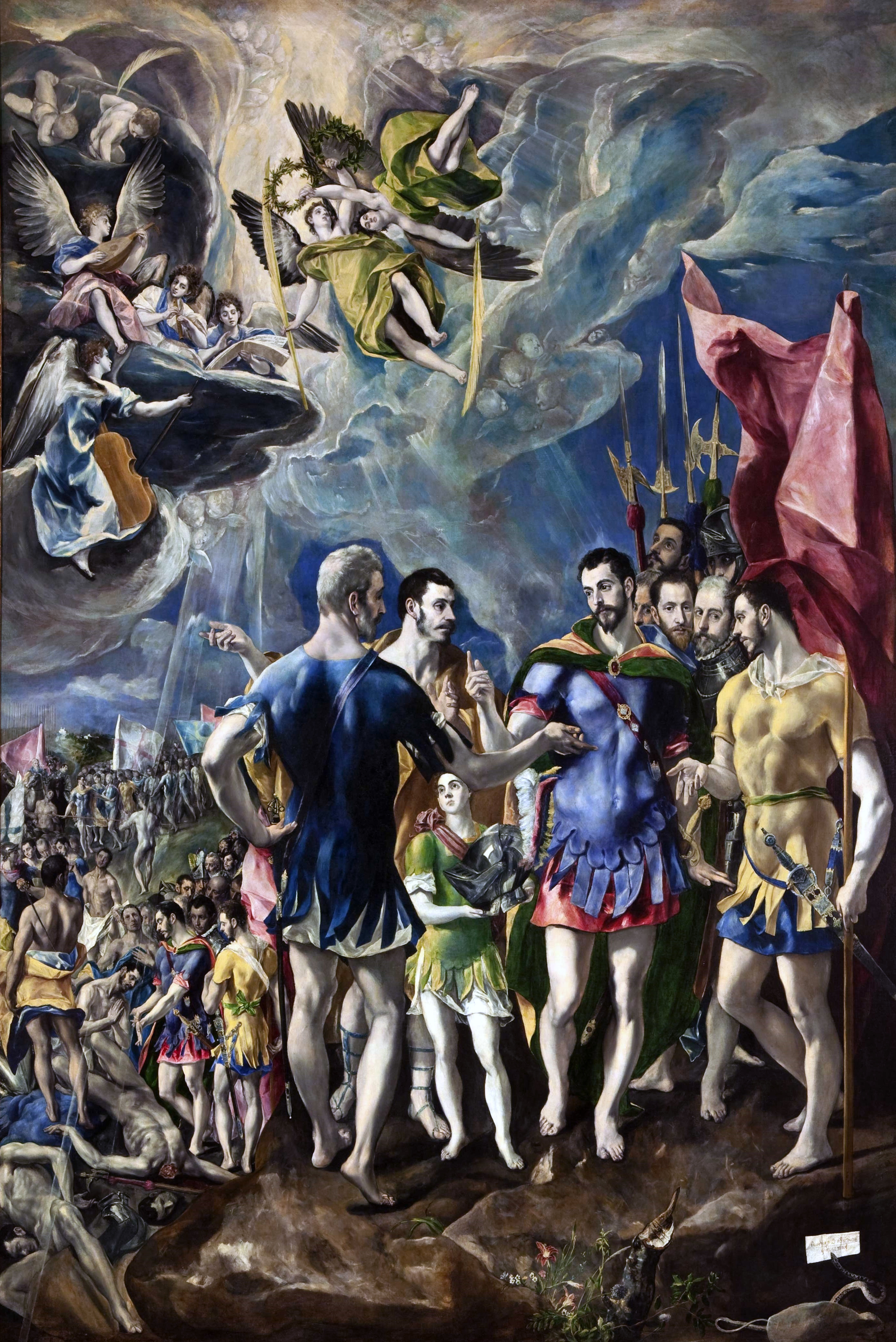
Martiri de Sant Maurici del Greco, 1582 (Monestir de l'Escorial)

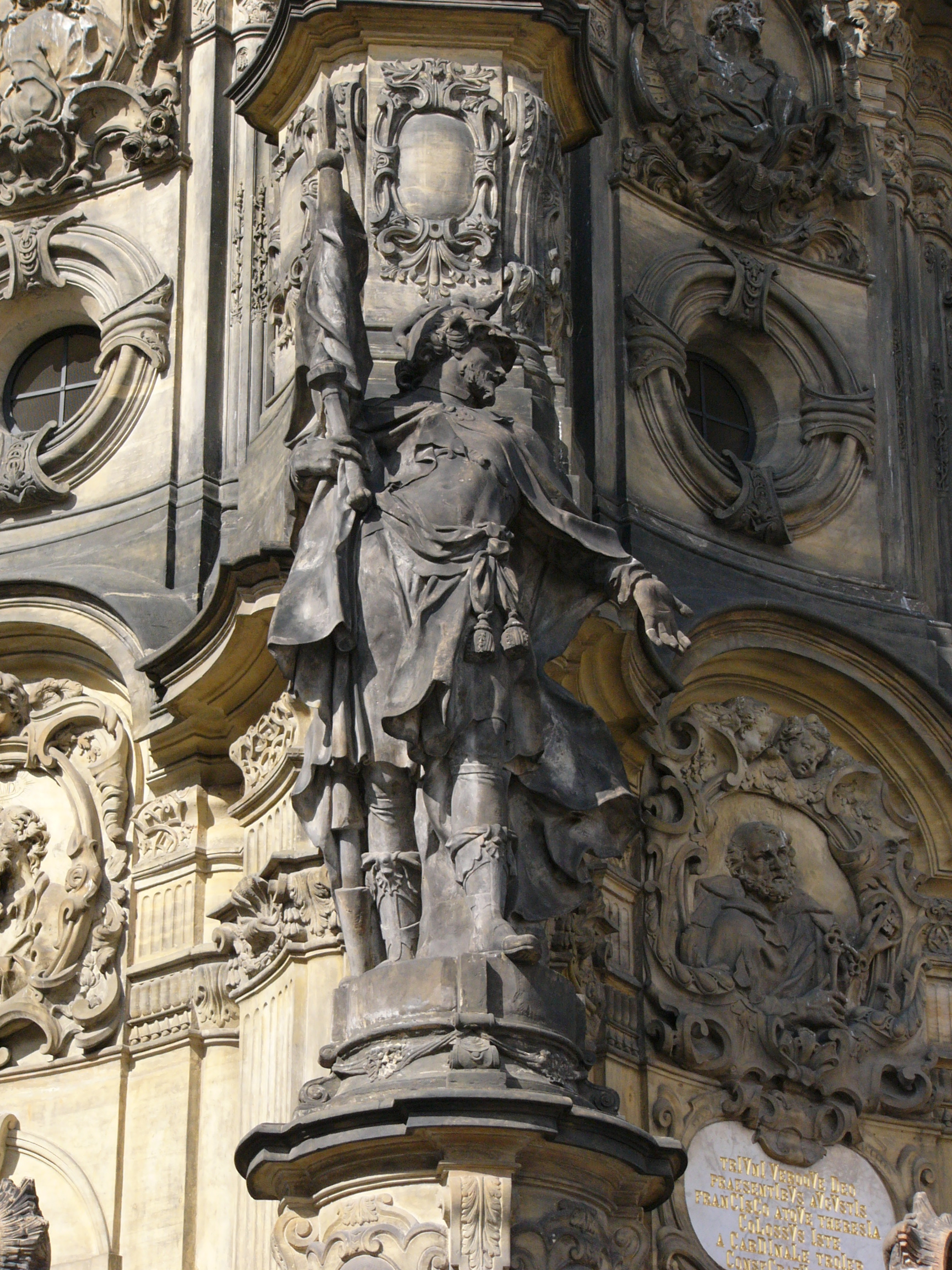
Escultura del s. XVIII a la Columna de la Trinitat d'Olomouc

Maurici era comandant de la Legió Tebana, composta per cristians de l'Alt Egipte, durant el regnat de l'emperador Maximià Herculi cap a l'any 300. La llegenda relata que la Legió Tebana va ser cridada per suprimir una revolta a la Gàl·lia. Com era habitual, quan eren a Agaunum (avui Saint-Maurice (Valais, Suïssa), es van preparar els sacrificis als déus per assegurar la victòria, però els soldats cristians es van negar a participar en la cerimònia. No es van voler retractar, i es va castigar la legió matant-ne un de cada déu soldats (delmació). Tot i això, els soldats van continuar negant-se a fer els sacrificis un cop i un altre, provocant que tota la legió fos sacrificada.

## Historicitat
La llegenda presenta elements històrics juntament amb d'altres de poc probables o falsos; així, la delmació com a mètode disciplinari a les legions romanes era molt rara i ja no es donava des de feia segles: només hi ha documentada una sentència similar durant el regnat de Galba en una legió de marina formada per Neró que havia exigit una àguila i estendards. No és probable, tampoc, que una legió sencera es compongués només de cristians, ja que aquests refusaven de servir a l'exèrcit, almenys fins al regnat de Constantí I el Gran i els militars, habitualment, eren seguidors de Mitra o d'Isis. Probablement això la història era una mistificació pietosa de Teodor, bisbe d'Octodorum que ho devia propagar cap al 390, i que és citat per Euqueri de Lió com a font per a la seva narració. La intenció seria que els militars cristians se sublevessin contra les autoritats romanes per fer costat a l'Església.
Igualment, és fals el relat d'Euqueri de la dispersió dels soldats que van sobreviure o la de la primerenca fundació de l'abadia d'Agaunum, que es va fundar l'any 515 per Segimon de Borgonya. La vinculació i la mateixa llegenda es faria per promoure els pelegrinatges cap aquest monestir.

## Veneració
A Maurici se'l representa com un cavaller amb l'armadura (de vegades com un moro, amb un color fosc a la pell, pel seu origen africà), portant un estendard i la palma del martiri. A Itàlia se'l representa amb una creu vermella al pit, per l'Orde de Sant Maurici i Sant Llàtzer.
És patró dels soldats i dels fabricants d'espases entre d'altres. També se l'invoca davant dels patiments de gota i dels còlics. A Catalunya, sovint se'l cita com a patró dels tintorers o dels fabricants de robes: és un error, ja que el patró tradicional del gremi era el beat Maurici Proeta, conegut popularment com a Sant Maurici.
Era el patró del Sacre Imperi Romanogermànic i dels seus emperadors, que tenien una de les seves insígnies s'anomenava Espasa de Sant Maurici, avui al tresor imperial que es conserva al Palau de Hofburg a Viena.
La seva festa és el 22 de setembre.

## Iconografia
Se'l representa com un guerrer vestit de manera elegant, segons el gust de cada època (clàmide, armadura, etc.). Pot anar a peu o a cavall. Molt sovint porta un estendard o un escut amb una creu. Aquests trets iconogràfics són semblants als de Sant Jordi però tenint en compte el seu suposat origen, és freqüent que Sant Maurici sigui representat com una persona d'ètnia nord-africana.
Obres:
- Retaule de Sant Maurici, obra atribuïda al Mestre de Gualba (s. XV) al Museu de Montserrat.
- Tríptic de l'esbarzer ardent, de Nicolas Froment (1476)
- Sant Maurici i sant Erasme, de Matthias Grünewald. 1520 (Alte Pinakothek, Múnic)
- El Martiri de Sant Maurici, d'El Greco (1580-82)